# Slavina, Litija
Slavina je naselje v Občini Litija.